# Charles Tupper

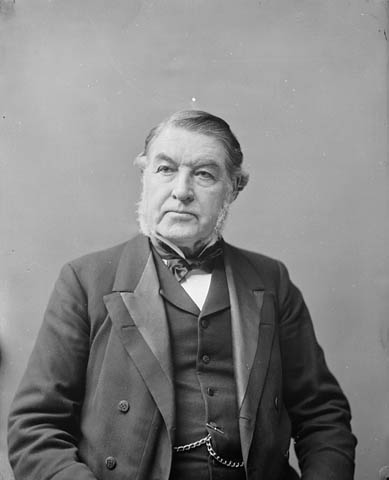
Charles Tupper (1896)

Sir Charles Tupper, GCMG, CB, PC, (* 2. Juli 1821 in Amherst, Nova Scotia; † 30. Oktober 1915 in Bexleyheath, England) war der sechste Premierminister Kanadas. Er gehörte der Konservativen Partei an und hatte die kürzeste Amtszeit aller kanadischen Premierminister: Sie dauerte lediglich 69 Tage, vom 1. Mai bis zum 8. Juli 1896. Als einer der Väter der Konföderation gehört er zu den Wegbereitern des 1867 gegründeten kanadischen Bundesstaates.

## Biografie
Tupper, der Sohn eines gleichnamigen baptistischen Pastors, studierte Medizin an der University of Edinburgh in Schottland und erhielt 1843 den Doktortitel. 1846 heiratete er Frances Morse (1826–1912), mit der er drei Söhne und drei Töchter hatte. Der zweitälteste Sohn, Charles Hibbert Tupper, war Justizminister unter Mackenzie Bowell, dem Vorgänger seines Vaters. Der jüngste Sohn, William Johnston Tupper, war von 1934 bis 1940 Vizegouverneur von Manitoba.
1855 wurde Tupper als Abgeordneter des Parlaments der britischen Kolonie Nova Scotia gewählt. Er war Mitglied der Confederation Party, die den Anschluss Nova Scotias an die Kanadische Konföderation befürwortete. Von 1864 bis zum Beitritt zur Konföderation im Jahr 1867 war er Premierminister der Provinz. Tupper nahm an der Charlottetown-Konferenz, der Québec-Konferenz und der Londoner Konferenz teil; als einer der Väter der Konföderation gehört er somit zu den Wegbereitern des kanadischen Bundesstaates. 1872 ernannte ihn Premierminister John Macdonald zum Chef der nationalen Steuerbehörde. 1873 war Tupper für kurze Zeit Zollminister, bis der Pacific-Skandal die Regierung zu Fall brachte.
Nach der Unterhauswahl 1878 kehrten die Konservativen an die Macht zurück und Tupper wurde Minister für öffentliche Werke. In dieser Funktion brachte er den Bau der Canadian Pacific Railway entscheidend voran. Von 1884 bis 1887 war er kanadischer Hochkommissar in Großbritannien (entspricht dem Posten eines Botschafters). Danach kehrte er wieder nach Kanada zurück und wurde Finanzminister. Doch bereits ein Jahr später übernahm er wieder das Amt des Hochkommissars.
1896 musste Mackenzie Bowell aufgrund einer schweren Regierungskrise vom Amt des Premierministers zurücktreten. Die konservative Partei einigte sich auf Tupper als Nachfolger. Seine Aufgabe war es, die Partei im selben Jahr zum Wahlsieg zu führen. Zwar erreichten die Konservativen bei der Unterhauswahl 1896 46,5 % der Stimmen und die Liberalen lediglich 45 %, doch letztere hatten aufgrund des Mehrheitswahlrechts mehr Mandate gewonnen. Nach nur 69 Tagen musste Tupper zugunsten von Wilfrid Laurier zurücktreten.
1901 trat Tupper als Parlamentsabgeordneter zurück und zog endgültig nach England. Er starb im Alter von 94 Jahren in Bexleyheath in der Grafschaft Kent (heute ein Teil von London). Seine sterblichen Überreste wurden nach Halifax in Nova Scotia überführt.

## Nationale Würdigung
Die kanadische Bundesregierung ehrte Tupper am 3. Juni 1957 für sein politisches Wirken und erklärte ihn zu einer „Person von nationaler historischer Bedeutung“.
Im April 2016 wurde Tupper in die Canadian Medical Hall of Fame aufgenommen.